# フラワータウン駅
フラワータウン駅（フラワータウンえき）は、兵庫県三田市弥生が丘一丁目にある神戸電鉄公園都市線の駅。駅番号はKB31。標高188 m。

## 歴史
- 1991年（平成3年）10月28日：横山 – 当駅間開通と同時に開業[1][5]。
- 1996年（平成8年）3月28日：当駅 – ウッディタウン中央間が延伸開業、中間駅となる[5][6]。

## 駅構造
島式1面2線のホームを持つ駅。ホーム有効長は5両、ただし、通常は3両編成の運用のみである。緊急時の代替や、ウッディタウンサティ（現在のイオンウッディタウン店）開業など多客時に4両編成が入線したこともある。
ダイヤの関係により稀にこの駅ですれ違う。
駅ビルは7階建てで改札口が1階に見えるが、実際はホームが1階で改札口は2階の扱いになっている。
隣接するフローラ88ショッピングセンター（イオン三田店）2階と駅ビルの3階が連絡通路で接続されているが、その連絡通路の先には近隣のスーパー1階やホテル2階と段差なく行き来できる。
構内売店が設置されていた頃もあったが、2015年2月現在は撤退している。
ホームへのエレベーターが一つ設置されている。
神戸電鉄の方向幕には、当駅が中間駅になった現在でも『フラワータウン』の表示が残っている。

### のりば
| ホーム | 路線       | 方向 | 行先                   |
| ------ | ---------- | ---- | ---------------------- |
| 1      | 公園都市線 | 上り | ウッディタウン中央方面 |
| 2      | 公園都市線 | 下り | 三田方面               |

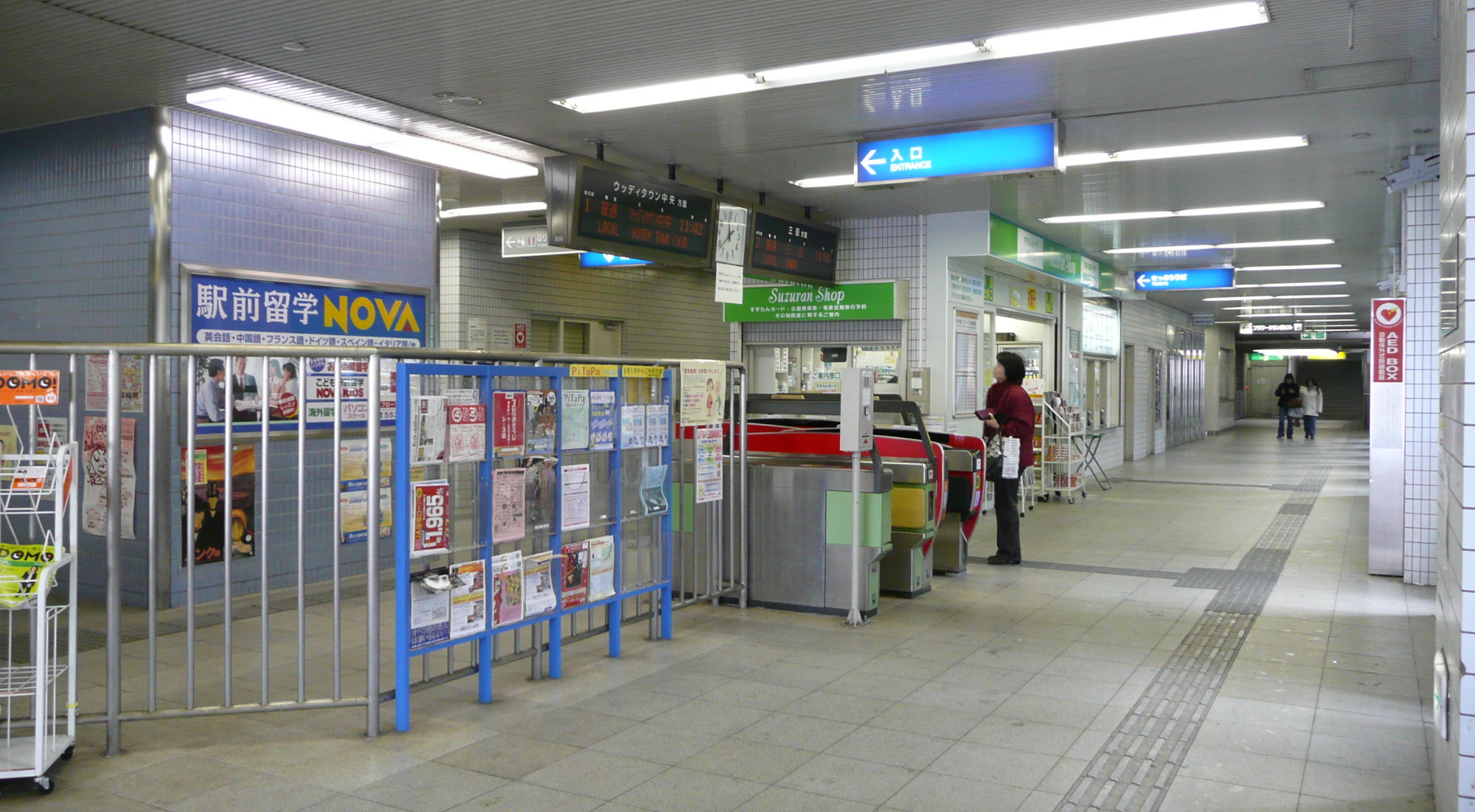
コンコース
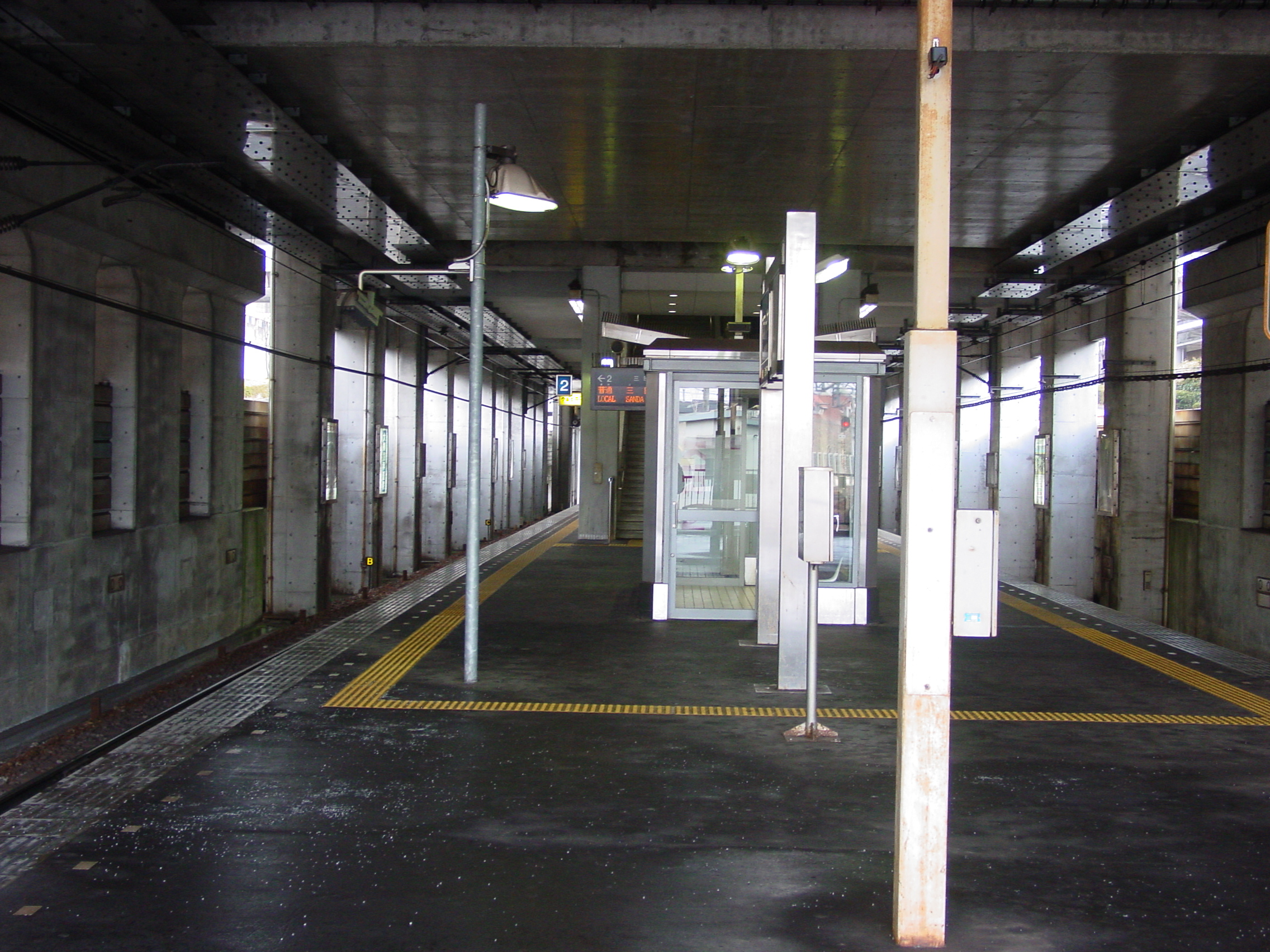
プラットホーム

## ダイヤ
上下とも、毎時4本が発着する。

## 利用状況
1日あたりの乗車人員 2,177人（2021年度）
線内ではもっとも利用客の多い駅であるが、近年は減少傾向が続いている。
近年の1日平均乗車人員は下表のとおりである。
| 年度               | 1日平均 乗車人員 |
| ------------------ | ---------------- |
| 2002年（平成14年） | 3,646            |
| 2003年（平成15年） | 3,546            |
| 2004年（平成16年） | 3,417            |
| 2005年（平成17年） | 3,312            |
| 2006年（平成18年） | 3,252            |
| 2007年（平成19年） | 3,260            |
| 2008年（平成20年） | 3,221            |
| 2009年（平成21年） | 3,107            |
| 2010年（平成22年） | 3,091            |
| 2011年（平成23年） | 3,099            |
| 2012年（平成24年） | 3,049            |
| 2013年（平成25年） | 3,089            |
| 2014年（平成26年） | 2,978            |
| 2015年（平成27年） | 2,998            |
| 2016年（平成28年） | 2,963            |
| 2017年（平成29年） | 2,864            |
| 2018年（平成30年） | 2,786            |
| 2019年（令和元年） | 2,693            |
| 2020年（令和02年） | 2,152            |
| 2021年（令和03年） | 2,177            |

## 駅周辺
駅周辺は商業地、他は住宅地である。神戸三田国際公園都市の一角を担う。
- 兵庫県道720号テクノパーク三田線
- 三田フラワータウン駅前郵便局
- フローラ88ショッピングセンター（イオン三田店）
- 兵庫県立人と自然の博物館[1]
- スーパーマーケットNISHIYAMA
- 三田サミットホテル
- 三田屋本店―やすらぎの郷―本店

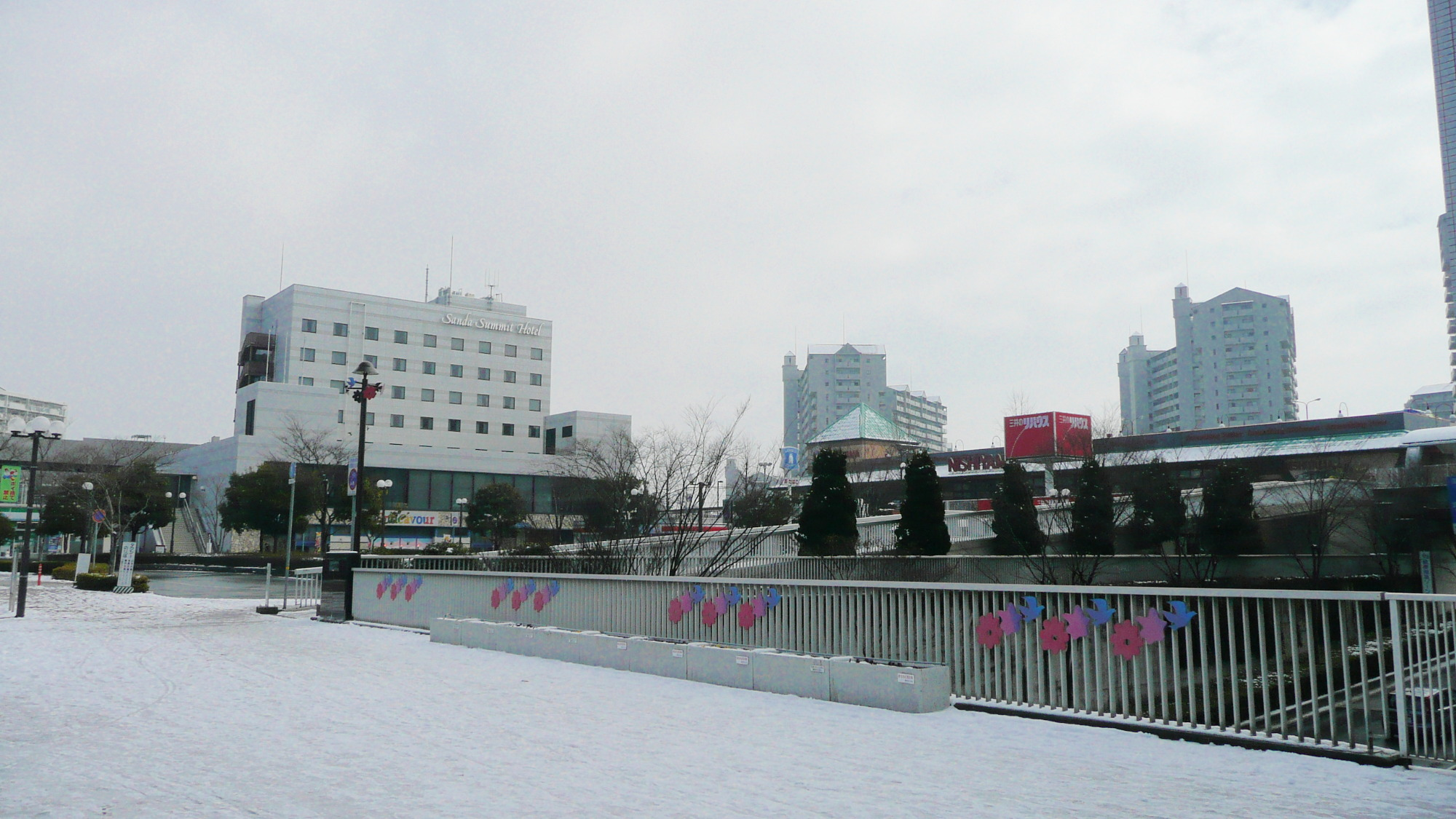
駅ビル2階出口より北側へ
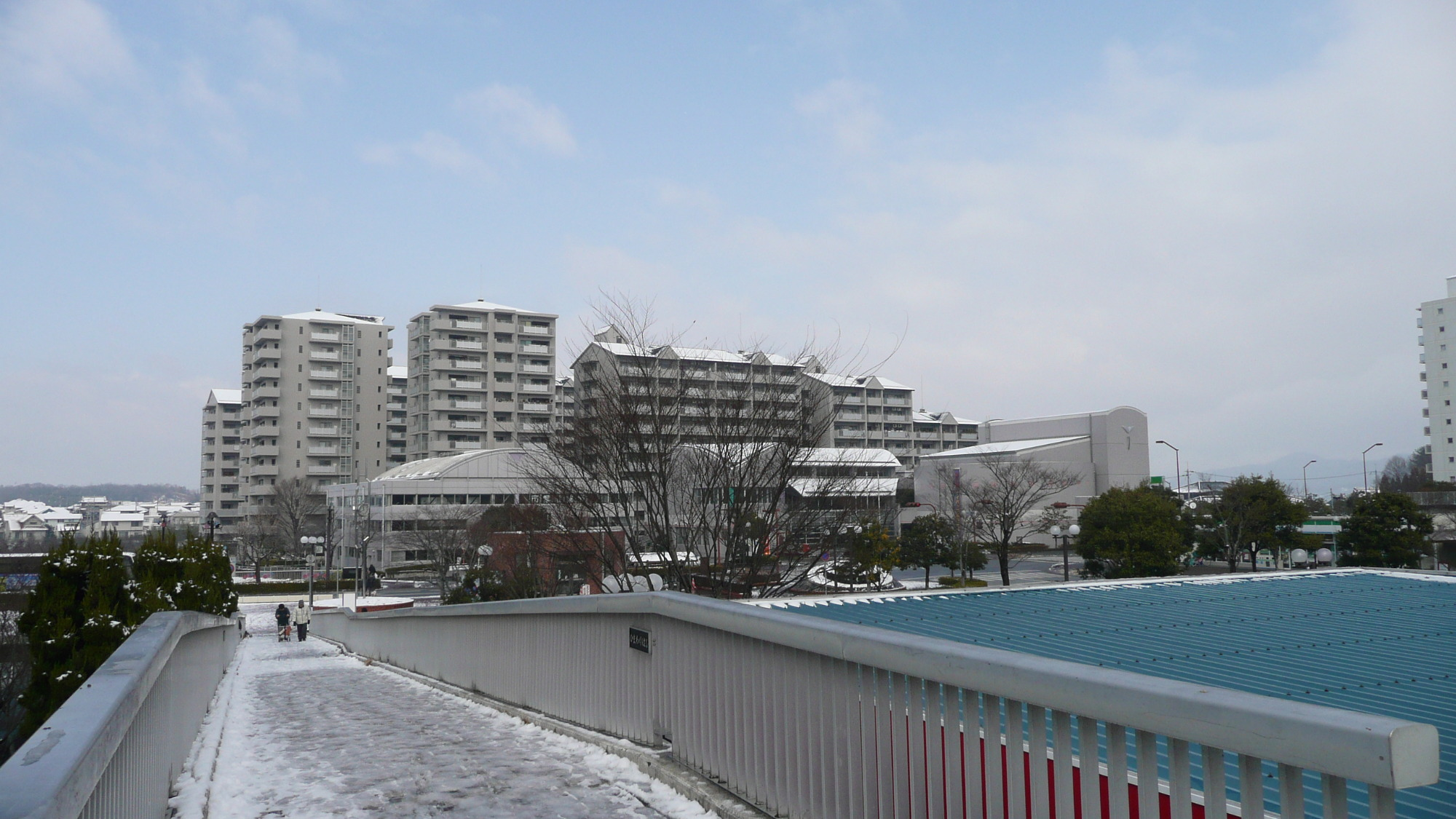
駅ビル3階出口を北側へ出てすぐ左折するスロープ
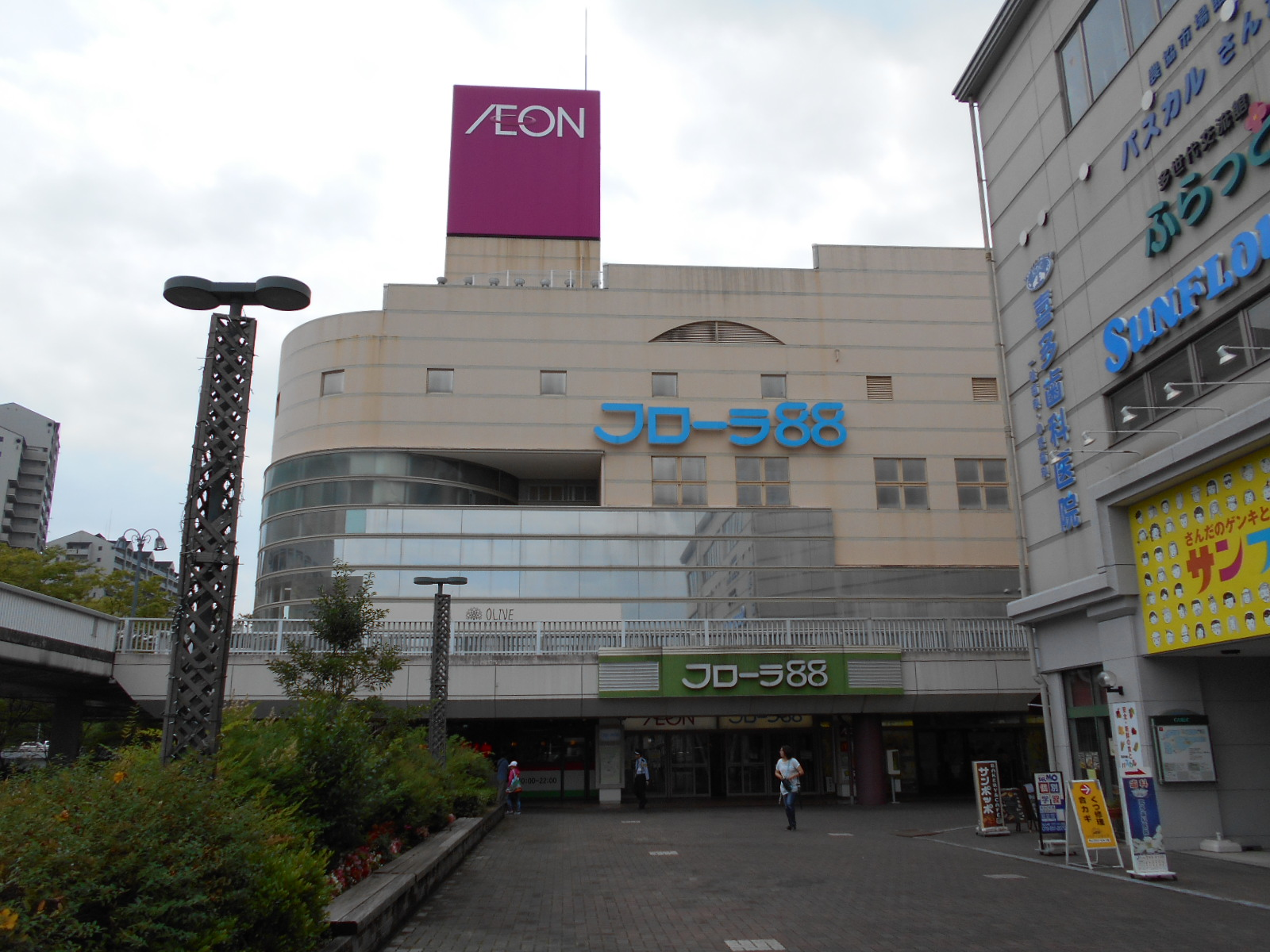
フローラ88

## バス路線
| 停留所名               | 運行事業者            | 路線名・系統・行先 |
| ---------------------- | --------------------- | --- |
| フラワータウンセンター | 神姫バス              | - 三田特急線：三宮・神戸空港 / ゆりのき台4丁目・関西学院大学・学園7丁目・関西記念墓園 - 大阪高速線：大阪梅田・新大阪駅北口 / ゆりのき台4丁目・関西学院大学・学園７丁目 - 01系統・2系統：三田駅 / 富士が丘６丁目 - 03系統・3-2系統：三田駅 / 新三田駅 - 18系統：三田駅 / みなぎ台 - 63系統：神戸三田プレミアムアウトレット / ゆりのき台4丁目・関西学院大学 - 70系統（急行）・73系統（急行）：関西学院大学 |
| フラワータウンセンター | - 神姫バス - 京王バス | プリンセスロード号：渋谷・新宿 |

## その他
- 公園都市線計画時の駅名は北摂南駅であった[10]。

## 隣の駅
神戸電鉄
■公園都市線
横山駅 (KB27) - フラワータウン駅 (KB31) - 南ウッディタウン駅 (KB32)